# Ráskai Szabolcs
Ráskai Szabolcs (Debrecen, 1978. május 25. –) magyar grafikusművész.

## Életpályája
Középiskolai tanulmányait 1993 és 1997 között a nyíregyházi Csontváry Kosztka Tivadar Képző- és Iparművészeti Szakközépiskolában végezte grafika szakon. 2000-ben felvételt nyert a Magyar Képzőművészeti Egyetem képgrafikus művész szakára, ahol 2005-ben szerzett diplomát. Tagja a Magyar Alkotóművészek Országos Egyesületének, a Magyar Képző- és Iparművészek Szövetségének, a Magyar Grafikusművészek Szövetségének és a Kőbányai Képző- és Iparművészek Egyesületének. Korábban tagja volt a Fiatal Képzőművészek Stúdiójának és a Magyar Rézkarcolók és Litográfusok Egyesületének.

## Művészete
Alkotói tevékenységében meghatározó a különféle műfajok jelenléte, ami az egyedi rajztól a nyomtatott grafikán át, festészeti vagy épp az installatív, objekt alapú művekig terjed. Műveiben egy rejtélyekkel teli világ a spontán képzettársítások és az érzékeny képi humor révén az olyan mindennapi kellékek, mint az ételek, növények, különböző tárgyak, gépek új köntösbe formálódnak. Egy örökké mozgásban lévő fantáziavilág épül fel, melyben az élettelen tárgyak élő organizmussá, a hibrid, emberszerű alakok önálló allegóriákká növik ki magukat.

## Egyéni kiállításai
- 2004 – MG Galéria, Budapest
- 2006 – Grand Cafe Octogon, Budapest
- 2006 – Kőleves vendéglő, Budapest
- 2007 – Tranzit Art Cafe, Budapest[4]
- 2008 – „Gasztronautikus kelléktár” Szabó Ervin Könyvtár, Budapest
- 2011 – Decoding, Stopper Műterem, Budapest
- 2011 – Rejtjelek, Art9 Galéria, Budapest[5][6]
- 2012 – Crítica Negra”, Szatyor Bár és Galéria, Budapest
- 2014 – Ráskai Szabolcs – Mátrai Erik: Furcsa helyzet, Art9 Galéria, Budapest[7]
- 2016 – Jellem-tupír, Art9 Galéria, Budapest[8][9]
- 2018 – Nyitott víziók, b24 Galéria, Debrecen[10][11][12][13][14]
- 2021 – Svejk 100, Nyitott Műhely, Budapest[15]
- 2023 – Rövid értekezés felhőkről hegyekről és egyéb természeti képződményekről, Kastner Kommunity, Budapest[16]

## Csoportos kiállításai
- 2003 – Fotó-Grafika-Fotó, A.P.A Galéria, Budapest
- 2004 – „Kisgrafika 2004”, Újpest Galéria, Budapest
- 2005 – Ajka tárlat, Nagy László Művelődési Központ, Ajka
- 2005 – „Tate nélkül”, Tűzraktár, Budapest[17]
- 2006 – Kisgrafikai Biennálé, Újpest Galéria
- 2006 – Miskolci Grafikai Biennálé, Miskolc
- 2008 – 70x100 Grafikai Műhely kiállítása, Mű-Vész pince, Budapest
- 2008 – Miskolci Grafikai Biennálé,[18] Miskolc
- 2008 – „50”, Fiatal képzőművészek stúdiója, Budapest
- 2008 – „Apró tárgyak istene” Art Factory 2., Budapest
- 2008 – Post Printmaking, Daejeong, Dél-Korea
- 2009 – Recruit – Új Stúdió tagok kiállítása, FKSE Galéria
- 2009 – „Banális” Csepel Galéria, Budapest[19]
- 2010 – „Biciklus” Csepel Galéria, Budapest[20]
- 2010 – Povvera, Szentendre
- 2011 – „Fresh” – új tagok kiállítása, Képző-és Iparművészek Szövetsége, Budapest
- 2011 – „Magáért beszél” FKSE tagok éves kiállítása Magyar Nemzeti Galéria[21]
- 2012 – „Képeket írni, szavakat rajzolni” Déri Múzeum, Debrecen[22]
- 2013 – ”Re-Born” Latarka Galéria, Budapest
- 2015 – Munka – művek, Budapest Galéria, Budapest
- 2016 – Pop-os Latarka Galéria, Budapest
- 2016 – Országos Rajztriennále, Salgótarján
- 2018 – Le nyomat, Kortárs Galéria, Tatabánya
- 2019 – Látszatvilágok, Római Magyar Akadémia, Róma[23][24]
- 2020 – Szabadjáték, Műcsarnok, Budapest[25]
- 2021 – Ceruzák vallomása, Újpest Galéria, Budapest[26]
- 2021 – 2. Budapesti Illusztrációs Fesztivál, MOME, Budapest
- 2022 – IV. Hatvani Kisgrafikai Biennálé, Hatvan[27]
- 2022 – 5. Dadabánya, Tatabánya[28]
- 2022 – 11. Groteszk Triennálé, Műcsarnok, Budapest[29]
- 2022 – Birtokolhatatlan jelenségek leltára, Galeri Ffrindiau, Budapest[30]
- 2023 – Új távlatok, Vízivárosi Galéria, Budapest[31]

## Művei közgyűjteményekben
- Déri Múzeum, Debrecen

## Díjai
- 1992 – 1993 – „ Szépen Emberül”- Alapítvány kiemelt és különdíjai
- 2003 – Erasmus- ösztöndíj, Spanyolország
- 2005 – MAOE diplomadíj
- 2006 – Grafikusművészek Országos Szövetségének díja, Kisgrafikai Biennálé
- 2010 – NMA-díj

## Jelentősebb egyéb megjelenései, tevékenységei
Grafikái rendszeresen jelennek meg folyóiratokban (Puskin utca, Országút). Cserna-Szabó András Extra dry (2020) és Rézi a páczban (2021) című könyveinek illusztrátora. Grafikákat készített Josef Lada stílusában a Cser Kiadó gondozásában megjelent SVEJK 100. Egy derék katona kalandjai a világháború után kötethez.
2023-ig a budapesti Scheiber Sándor Gimnázium és Általános Iskola tanára volt, 2018 és 2021 között az egri Eszterházy Károly Egyetemen tanított.